# Ларчмонт (Њујорк)
Ларчмонт (енгл. Larchmont) град је у америчкој савезној држави Њујорк.

## Демографија
По попису из 2010. године број становника је 5.864, што је 621 (-9,6%) становника мање него 2000. године.
| Група             | 2000.         | 2010.         |
| Белци             | 5.887 (90,8%) | 5.166 (88,1%) |
| Афроамериканци    | 44 (0,7%)     | 86 (1,5%)     |
| Азијати           | 183 (2,8%)    | 148 (2,5%)    |
| Хиспаноамериканци | 291 (4,5%)    | 367 (6,3%)    |
| Укупно            | 6.485         | 5.864         |